# Coxford (Norfolk)
Coxford – wieś w Anglii, w hrabstwie Norfolk, w dystrykcie King’s Lynn and West Norfolk. Leży 46 km na północny zachód od Norwich i 156 km na północ od Londynu.